# Seconda rivolta serba
La Seconda rivolta serba (in serbo Други српски устанак?, Drugi srpski ustanak) fu la fase conclusiva dell'insurrezione del popolo serbo contro la dominazione ottomana. Durò dal 1815 al 1817 e portò all'indipendenza del Principato di Serbia.

## Quadro storico

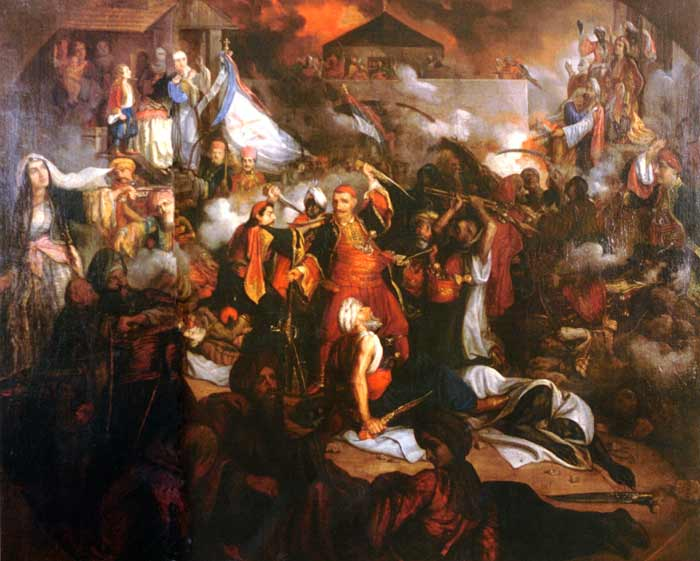
La liberazione di Belgrado del 1806

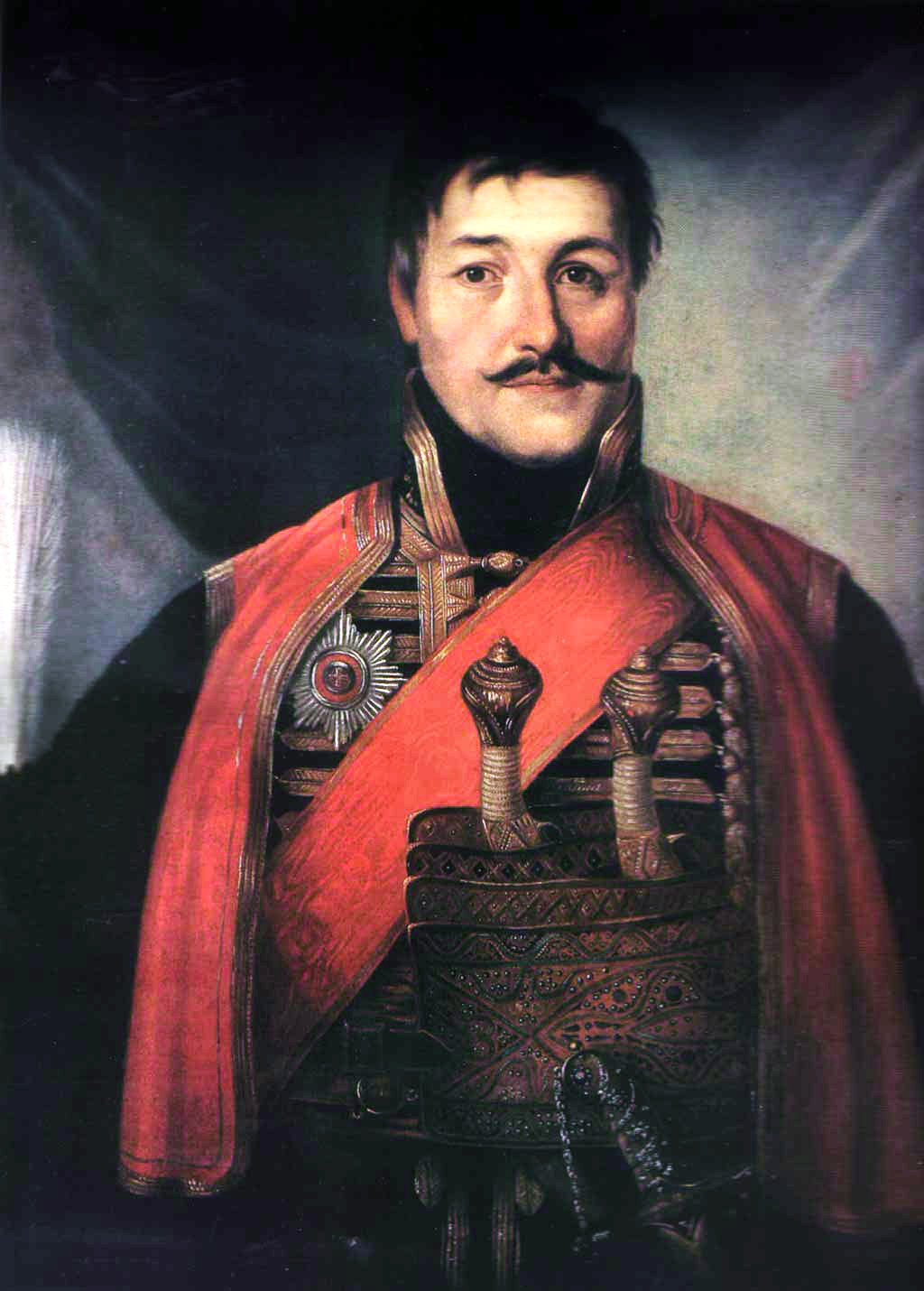
Karađorđe

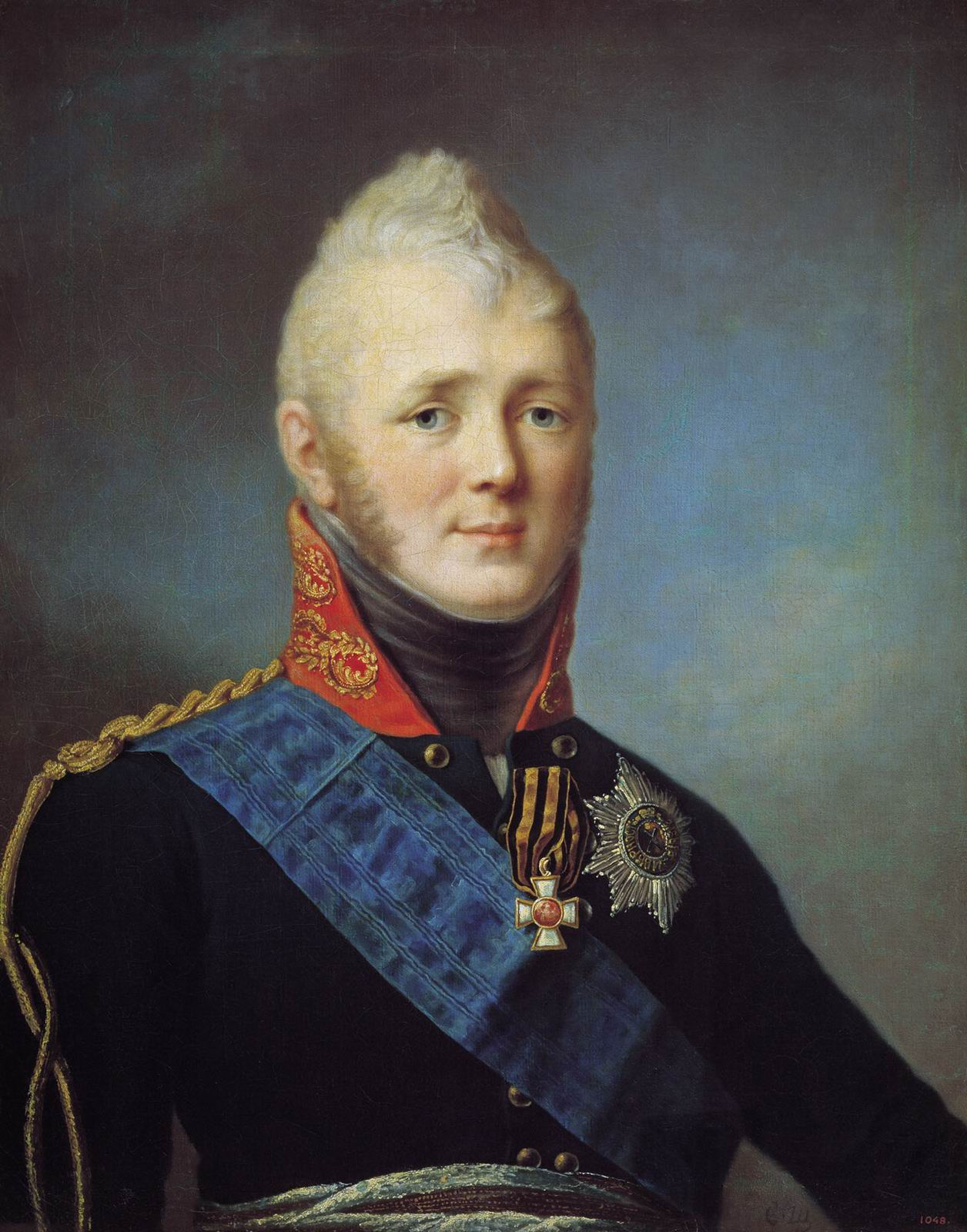
Alessandro I di Russia

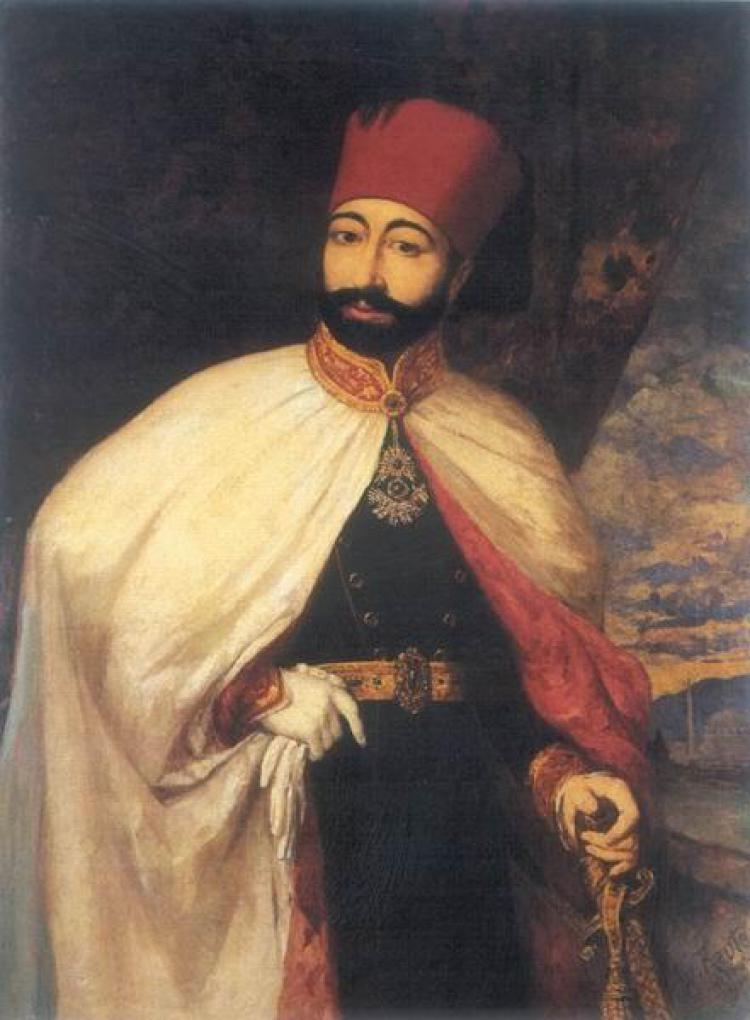
Mahmud II

Nel 1804 i Serbi che vivevano nelle regioni intorno a Belgrado iniziarono un'insurrezione capitanata da Karađorđe Petrović, che nel gennaio 1806 liberò la città. Karađorđe si autoproclamò principe di Serbia, e fino al 1812 il Paese, che si diede istituzioni autonome, godette di un'indipendenza di fatto.
Nel 1812 Alessandro I di Russia, che era in guerra con l'Impero ottomano, ritirò l'esercito dai territori intorno al Danubio per farlo confluire in Russia e difenderla dalla campagna militare di Napoleone. Il sultano Mahmud II fu, così, libero di attaccare nuovamente i serbi per riprendersi i territori che si erano resi indipendenti.
All'interno della dirigenza serba erano sorti numerosi contrasti. In particolare, diversi notabili contestavano l'assolutismo di Karađorđe, pretendendo un potere più partecipato.
Tra costoro c'era Miloš Obrenović che da alleato di Karađorđe si trasformò nel suo più grande avversario.
Approfittando dei dissidi politici serbi, l'esercito turco riprese facilmente il controllo delle città liberate, e il potere ottomano fu ben presto ripristinato. Numerosi capi della rivolta, tra cui lo stesso Karađorđe, fuggirono in Austria. Obrenović, invece, si consegnò alle autorità del sultano e fu insignito del titolo di principe.
In Serbia fu proclamata il jihād il che significò l'estromissione dei sudditi cristiani da ogni protezione legale. Le terre furono confiscate, gli uomini venivano condotti nelle zone agricole turche per lavorare in schiavitù e molte donne furono costrette a servire negli harem dei nobili ottomani.
La regione di Belgrado perdette il 35% della popolazione, e decine di villaggi furono totalmente evacuati.

## La ripresa del banditismo
Ripristinato il controllo turco sulla Serbia, la popolazione iniziarono nuovamente a vivere nel terrore di repressioni e di razzie da parte dei giannizzeri e di vessazioni delle autorità imperiali.
Molti uomini fuggirono sulle montagne, nei boschi o nei villaggi abbandonati per sfuggire ai rapimenti e alle repressioni. Il nuovo governatore di Belgrado, Süleyman Paşa, nel 1813 inasprì le leggi fiscali nel suo territorio, costrinse la popolazione a riparare senza salario la fortezza (Kalemegdan) danneggiata durante l'assedio che liberò la città nel 1806, obbligò molte donne a lavorare nell'harem. La polizia politica (Teftiš) iniziò rastrellamenti nei villaggi disabitati, alla ricerca di hajduk o di rivoltosi. I trasgressori delle leggi venivano imprigionati e uccisi, anche arsi vivi o impalati.

### La rivolta di Hadži Prodan
Uno dei veterani della rivolta del 1804, Hadži Prodan Gligorijević, lanciò, nel 1814 una nuova insurrezione. Il popolo partecipò alle rivolte, mentre Miloš Obrenović, che godeva di un grande prestigio a motivo del riconoscimento turco della sua personalità, ritenendo prematura una rivoluzione, negò il suo appoggio. L'esercito turco sedò nel sangue la rivolta e Gligorijević dovette fuggire in Austria per sottrarsi alla morte.
La ribellione causò da parte ottomana una fortissima repressione. Le intenzioni delle autorità turche erano di paralizzare nella paura la popolazione per evitare nuove sommosse. Fu così che Süleyman Paşa fece arrestare e impalare circa trecento uomini, inclusi alcuni capi villaggio e numerosi capi della prima rivolta che si erano consegnati alle autorità e che avevano ricevuto il perdono.

## La seconda rivolta

Miloš Obrenović

Dopo gli eccidi seguiti alla ribellione di Hadži Prodan, il numero di hajduk che si rifugiarono nei boschi e si diedero ad atti di brigantaggio e sabotaggio aumentò considerevolmente. La stessa polizia politica non aveva il coraggio, in molti casi, di inoltrarsi nelle zone lontane dai centri fortificati.
Nel febbraio del 1815 Süleyman Paşa ordinò ai capi villaggio serbi di recarsi alla fortezza di Belgrado. Questo invito fu visto con terrore dai nobili, memori dell'eccidio dei notabili che aveva dato l'avvio alla prima rivolta. In molti decisero di non ubbidire.
Miloš Obrenović andò e gli altri capi villaggio decisero che, non appena fosse tornato, sarebbe iniziata la rivolta armata su tutto il territorio della regione di Belgrado.
Il 23 aprile 1815, il Consiglio nazionale dei serbi si riunì a Takovo e lanciò l'insurrezione che fu guidata dallo stesso Obrenović. Saputo della sollevazione, le autorità turche mobilitarono l'esercito. Ci furono battaglie a Čačak, Požarevac, Dublje, Palež e Ljubic. L'intera regione di Belgrado fu espugnata e i turchi ne furono espulsi.

## Le conseguenze

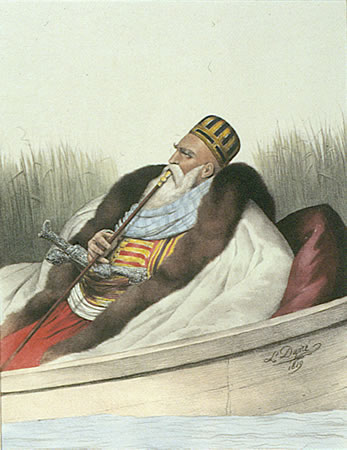
Tepedelenli Ali Paşa

Bandiera del Principato di Serbia

Nel giugno del 1815 le autorità turche iniziarono una nuova fase delle relazioni con i notabili. Il governatore ottomano dei Balcani, Tepedelenli Ali Paşa che risiedeva a Ioannina, intraprese trattative politiche con Miloš Obrenović per concedere una maggiore autonomia alla Serbia.
Nel 1816 fu siglato un trattato con cui Istanbul riconosceva ufficialmente il Principato di Serbia, autonomo nell'ambito dell'Impero ottomano, debitore di un tributo annuale e soggetto alla presenza di un contingente militare turco a Belgrado.
Nel 1817 Obrenović pose fine definitivamente ad ogni azione bellicosa. Karađorđe Petrović, visto il nuovo clima di libertà e non sentendosi più minacciato di morte, decise di tornare a Belgrado, ma fu raggiunto da alcuni sicari di Obrenović che ne temeva la popolarità, e venne assassinato.
Miloš Obrenović, che aveva ricevuto il titolo di principe già nel 1812 restò l'unico sovrano della Serbia autonoma che diventerà indipendente solo nel 1878 col Trattato di Berlino.

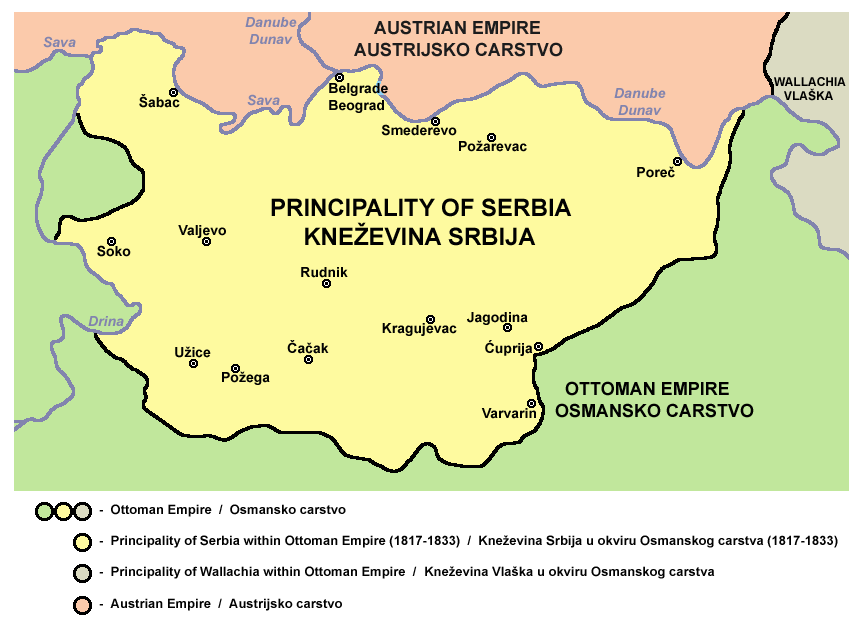
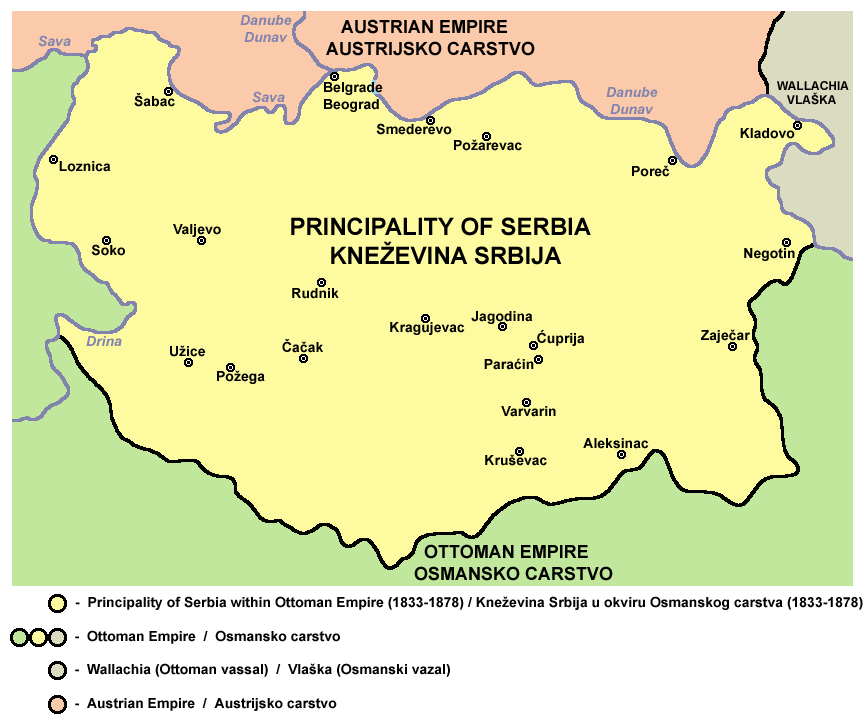